# 4282 Endate
Endate (asteroide 4282) é um asteroide da cintura principal, a 2,0418735 UA. Possui uma excentricidade de 0,1462383 e um período orbital de 1 350,92 dias (3,7 anos).
Endate tem uma velocidade orbital média de 19,25957377 km/s e uma inclinação de 2,71964º.
Este asteroide foi descoberto em 28 de Outubro de 1987 por Seiji Ueda e Hiroshi Kaneda.
O seu nome é uma homenagem ao astrônomo japonês Kin Endate.